# جایزه لوریوس برای ورزش دائم
جایزه لوریوس برای ورزش دائم جایزه‌ای است که از دستاوردهای کسانی که "کمک فوق‌العاده‌ای به ورزش یا جامعه از طریق ورزش" کرده‌اند، تجلیل می‌شود. این جایزه اولین بار در سال ۲۰۰۰ به عنوان یکی از جوایز اختیاری جوایز لوریوس اهدا شد. این جوایز توسط سازمان Laureus Sport for Good، یک سازمان جهانی که در بیش از ۱۵۰ پروژه خیریه که از ۵۰۰۰۰۰ جوان حمایت می‌کند، ارائه می‌شود. اولین مراسم در ۲۵ مهٔ ۲۰۰۰ در مونت‌کارلو برگزار شد و نلسون ماندلا سخنرانی اصلی را در آن انجام داد. تا تاریخ ۲۰۲۰، فهرست کوتاه شش تیمی از نامزدهای این جایزه از سوی هیئتی متشکل از «ویراستاران، نویسندگان و پخش‌کنندگان برجسته ورزشی جهان» آمده‌است. سپس آکادمی جهانی ورزش لوریوس برنده‌ای را انتخاب می‌کند که در مراسم سالانه جوایز که در مکان‌های مختلف در سراسر جهان برگزار می‌شود، تندیس لوریوس که توسط کارتیه ساخته شده‌است، به او اهدا می‌شود. اگرچه مراسم جوایز لوریوس سالانه برگزار می‌شود، اما جوایز ورزش دائم هر بار ارائه نمی‌شود. این یکی از تعدادی از جوایز اختیاری است که می‌تواند توسط آکادمی ورزش جهانی لوریوس اعطا شود.
برنده افتتاحیه این جایزه در سال ۲۰۰۰ یونیس کندی شرایور آمریکایی بود. کمپ تابستانی‌ای که او در حیاط پشتی خانه خود در سال ۱۹۶۲ آغاز کرد، به بازی‌های المپیک ویژه (مخصوص افراد با کم‌توانی ذهنی) تبدیل شد و امانوئلا گرینبرگ، خبرنگار سی‌ان‌ان، او را به عنوان «حامی محرومان و پیشرو در حفظ حقوق معلولان» توصیف کرد. جایزه سال ۲۰۰۴ برندگان مشترک داشت: با تصمیم سازمان کریکت کنیا، اتحادیه ورزش جوانان ماتاره آن را به همراه تیم ملی کریکت هند و پاکستان دریافت کردند. تا تاریخ ۲۰۲۱، یک نفر پس از مرگ مورد تجلیل قرار گرفته‌است. پیتر بلیک، قایق‌باز نیوزیلندی، در دسامبر ۲۰۰۱ توسط دزدان دریایی در رود آمازون به ضرب گلوله کشته شد. از زمان تأسیس، این جایزه دو بار در سال‌های ۲۰۰۹ و ۲۰۱۳ اعطا نشده‌است. این جایزه در اکثر موارد به سازمان‌ها یا افرادی از کنیا و ایالات متحده آمریکا ارائه شده‌است، که کنیا ۳ بار و ایالات متحده آمریکا ۴ بار این جایزه را دریافت کردند و بیشترین جوایز را در میان دیگر کشورها دارند. دریافت‌کننده جایزه ورزش دائم در سال ۲۰۲۲، "لاست بویز اینک." بود.

## برندگان
| dagger | نشان‌دهنده جایزه پس از مرگ است |

| سال  | تصویر                         | برندگان                           | ملیت                           | ورزش                | یادداشت‌ها |
| ---- | ----------------------------- | --------------------------------- | ------------------------------ | ------------------- | --- |
| ۲۰۰۰ | Eunice Kennedy Shriver        | یونیس کندی شرایور                 | ایالات متحده آمریکا            | بازی‌های المپیک ویژه | موسس کمپ شرایور که به بازی‌های المپیک ویژه تبدیل شد.                                                                           |
| ۲۰۰۱ | Kip Keino in 2014             | کیپچوگه کینو                      | کنیا                           | دو و میدانی         | ورزشکار سابق و برنده دو مدال طلای المپیک که کارهای بشردوستانه را در الدورت، کنیا انجام داده‌است.                               |
| ۲۰۰۲ |                               | پیتر بلیک                         | نیوزیلند                       | قایقرانی بادبانی    | قایق‌ران بادبانیای که در رود آمازون توسط دزدان دریایی کشته شد.                                                                 |
| ۲۰۰۳ | Arnold Schwarzenegger in 1974 | آرنولد شوارتزنگر                  | ایالات متحده آمریکا            | بدنسازی             | بدنساز سابق که رابطه نزدیکی با بازی‌های المپیک ویژه داشت - مادر زن سابق او یونیس کندی شرایور مؤسس این بازی‌ها بود.              |
| ۲۰۰۴ | Pakistan and India flags      | تیم ملی کریکت هند و پاکستان       | پاکستان · هند                  | کریکت               | پس از قرار گرفتن در آستانه جنگ، روابط پاکستان و هند از طریق بازی کریکت بهبود یافت.                                            |
| ۲۰۰۴ | –                             | اتحادیه ورزش جوانان ماتاره (MYSA) | کنیا                           | کریکت               | با استفاده از کریکت، MYSA به مبارزه با بیماری‌های گسترده و سوء مصرف مواد مخدر در منطقه ماتاره، کنیا کمک می‌کند.                 |
| ۲۰۰۵ | –                             | گری استوری                        | بریتانیای کبیر                 | –                   | یک مربی بوکس که تمام عمر خود را صرف اداره ورزشگاه خانواده مقدس در هنگام درگیری‌های ایرلند شمالی کرد.                           |
| ۲۰۰۶ | –                             | یورگن گریسبک                      | آلمان                          | –                   | بنیان‌گذار پروژه «جهان فوتبال خیابانی» که به کودکان بی بضاعت در سراسر جهان کمک می‌کند.                                          |
| ۲۰۰۷ | –                             | لوک داودنی                        | بریتانیای کبیر                 | بوکس و هنرهای رزمی  | سازنده پروژه "مبارزه برای صلح" در ریو دو ژانیرو                                                                               |
| ۲۰۰۸ | –                             | برندان و شان چویی                 | ایالات متحده آمریکا            | بسکتبال             | بنیان‌گذاران پروژه بازیکنان صلح بین‌المللی                                                                                      |
| ۲۰۰۹ | اعطا نشد                      | اعطا نشد                          | اعطا نشد                       | اعطا نشد            | اعطا نشد |
| ۲۰۱۰ | Dikembe Mutombo in 2012       | دیکمبه موتومبو                    | جمهوری دموکراتیک کنگو          | –                   | بازیکن سابق ان‌بی‌ای، مشغول در خیریه در جمهوری دموکراتیک کنگو                                                                   |
| ۲۰۱۱ | May El-Khalil in 2010         | می الخلیل                         | لبنان                          | دو و میدانی         | ورزشکار دو و میدانی سابق، بنیان‌گذار بیروت ماراتن                                                                              |
| ۲۰۱۲ | Raí in 2009                   | رای                               | برزیل                          | –                   | فوتبالیست سابق برزیلی، مبارز برای عدالت اجتماعی                                                                               |
| ۲۰۱۳ | اعطا نشد                      | اعطا نشد                          | اعطا نشد                       | اعطا نشد            | اعطا نشد |
| ۲۰۱۴ | –                             | اتوبوس جادویی                     | هند                            |                     | مربیان و مربیان کودکان محروم در هند                                                                                           |
| ۲۰۱۵ |                               | اسکیتیستان                        | افغانستان کامبوج آفریقای جنوبی | اسکیت‌بوردینگ        | سازمان جوانان کامبوج که از اسکیت‌بورد به عنوان راهی برای درگیر کردن کودکان با آموزش استفاده می‌کند.                             |
| ۲۰۱۶ | –                             | حرکت دادن تیرهای دروازه           | کنیا                           | فوتبال              | از فوتبال برای توانمندسازی دختران در کیلیفی، کنیا استفاده می‌کند و در عین حال به آنها در مورد گردشگری جنسی و ایدز آموزش می‌دهد. |
| ۲۰۱۷ | –                             | موج‌هایی برای تغییر                | آفریقای جنوبی                  | موج‌سواری            | موج‌سواری درمانی برای کودکان شهرستان‌های آفریقای جنوبی.                                                                         |
| ۲۰۱۸ | –                             | شبکه جوامع فعال                   | بریتانیای کبیر                 | چند ورزشی           | از فعالیت‌های ورزشی و فرهنگی برای ترویج "انسجام جامعه و مقابله با جرایم جوانان" در لندن استفاده می‌کند.                         |
| ۲۰۱۹ | –                             | یووا ایندیا                       | هند                            | فوتبال              | سازمانی که از فوتبال برای توانمندسازی دختران جوان روستای جارکند برای غلبه بر خشونت و ازدواج کودکان استفاده می‌کند.             |
| ۲۰۲۰ | –                             | ساوت برونکس یونایتد               | ایالات متحده آمریکا            | فوتبال              | "پروژه‌ای که از فوتبال برای تغییر زندگی جوانان و جوامع فقیر در نیویورک استفاده کرد."                                           |
| ۲۰۲۱ | –                             | کیک‌فورمور بای کیک‌فیر              | آلمان                          | فوتبال              | برنامه‌ای که سعی در یاد دادن بازی جوانمردانه به اعضایش در فوتبال دارد.                                                         |
| ۲۰۲۲ | –                             | لاست بویز اینک.                   | ایالات متحده آمریکا            | بیسبال              | برنامه‌ای با هدف آموزش خطرات مختلف از طریق ورزش به کودکان روزنبلوم پارک، شیکاگو که در منطقه‌ای فقیر زندگی می‌کنند.               |